# José Cano
José Manuel Cano López (ur. 2003) – meksykański zapaśnik walczący w stylu wolnym. Brązowy medalista mistrzostw panamerykańskich w 2024. Trzeci na mistrzostwach panamerykańskich juniorów w 2022 roku.